# علم بحري
العلم البحري هو العلم المخصص للاستخدام على السفن والقوارب والزوارق وغيرها. وتعتبر الأعلام بحرية هامة في البحر، وتطبق بشكل صارم لقواعد وأنظمة الأعلام المرفرفة. ويرتبط العلم المرفرف إلى البلاد لدرجة أن كثيرا ما يستخدم لفظة «العلم» رمزيا كمرادف ل «البلد المسجل».
وعادة ما يطلب من السفن ان يكون العلم مرفوعا عند دخول ومغادرة الميناء، وعندما تبحر في المياه الأجنبية. السفن الحربية ترفع العلم في مراسم صباحية وعند غروب الشمس عندما تكون راسية، وفي جميع الأوقات عندما تشارك في المعارك ترفع «راية المعركة». وفي معركة حربية ترفع أكثر من علم في كثير في معارك متعددة. هذا التقليد يعود تاريخه إلى عهد السفن الشراعية.

## القائمة

### العلم الحربي هو العلم البحري
- العلم البحري الدنماركي
- العلم البحري المصري
- العلم البحري الألماني
- العلم البحري لأيسلندا
- العلم البحري السويدي
- العلم البحري الصيني

### العلم البحري هو نسخة مربعة من علم الدولة

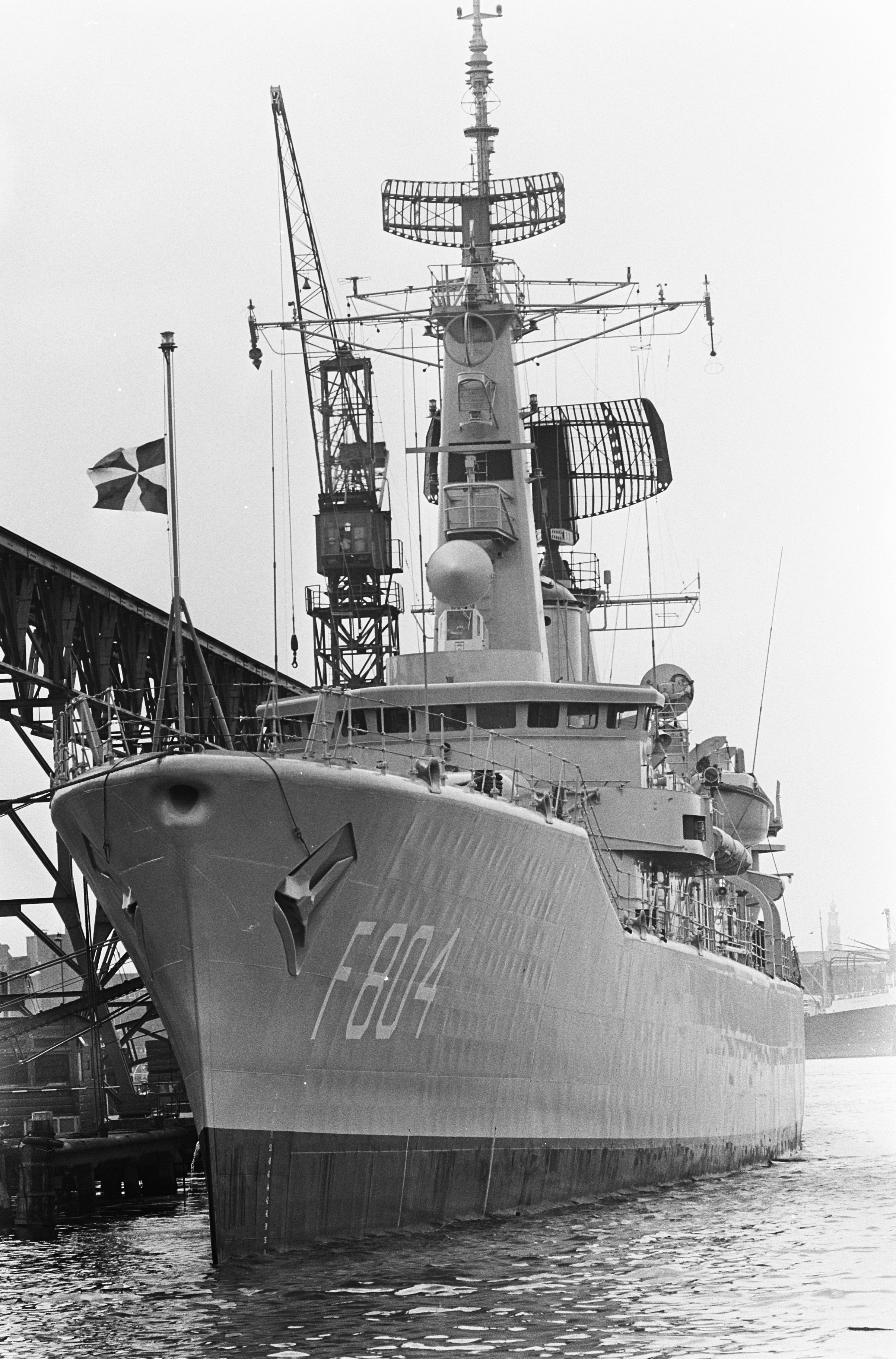
العلم البحري الهولندي مرفوع على سفينة HNLMS Tjerk Hiddes

العلم البحري ل بلجيكا
العلم البحري ل النرويج
العلم البحري ل رومانيا

### كانتون علم الدولة هو العلم البحري

العلم البحري ل تشيلي
العلم البحري ل اليونان
العلم البحري ل ليبيريا
العلم البحري ل تايوان
العلم البحري ل تونغا
العلم البحري للولايات المتحدة

### شعار الدولة هو العلم البحري
- العلم البحري الكولومبي
- العلم البحري الكرواتي
- علم جمهورية الدومينكان البحري
- العلم البحري لفنلندا
- العلم البحري الإيراني
- العلم البحري لليتوانيا
- العلم البحري لللجبل الأسود
- العلم البحري للبيرو
- العلم البحري للبرتغال
- العلم البحري الإسباني
- العلم البحري الأوكراني في عام 1993

### علم الدولة هو العلم البحري

العلم البحري ل أنتيغوا وباربودا
العلم البحري ل أستراليا
العلم البحري ل باهاماس
العلم البحري ل بنغلاديش
العلم البحري ل بروناي
العلم البحري ل كندا[ا]
العلم البحري ل فرنسا
العلم البحري ل الهند
العلم البحري ل اليابان
العلم البحري ل ماليزيا[2]
العلم البحري ل ميانمار
العلم البحري ل نيوزيلندا
العلم البحري ل جنوب إفريقيا[ب]
العلم البحري ل سنغافورة
العلم البحري ل سريلانكا
العلم البحري ل تركيا
العلم البحري ل أوكرانيا
العلم البحري ل the المملكة المتحدة (i.e. the Union Jack)
العلم البحري ل فيتنام

### علم الدولة جزء من العلم البحري
- العلم البحري ل الجزائر
- العلم البحري المدني ل باهاماس
- العلم البحري الكندي من 1968 إلى 2013

### تصميم مختلف
- العلم البحري ل الأرجنتين
- العلم البحري ل البحرين
- العلم البحري ل بوليفيا
- العلم البحري ل البرازيل
- العلم البحري ل كمبوديا[ج]
- العلم البحري ل كوبا
- العلم البحري ل قبرص
- العلم البحري ل الإكوادور
- العلم البحري ل إندونيسيا
- العلم البحري ل جزيرة أيرلندا
- العلم البحري ل إيطاليا [د]
- العلم البحري ل كازاخستان
- العلم البحري ل مالطا
- العلم البحري ل كوريا الشمالية
- العلم البحري ل كوريا الجنوبية
- العلم البحري ل المكسيك
- العلم البحري ل المغرب
- العلم البحري ل مملكة هولندا
- هولندا (علم مدني غير رسمي وهو الأكثر شيوعًا)
- العلم البحري ل نيكارغوا، وهو علم Z
- العلم البحري ل باكستان
- العلم البحري ل بنما
- العلم البحري ل باراغواي
- العلم البحري ل الفلبين
- العلم البحري ل بولندا
- العلم البحري ل السعودية
- العلم البحري ل سلوفينيا
- العلم البحري ل الاتحاد السوفيتي من 1932 إلى 1991
- العلم البحري ل تايلاند
- العلم البحري ل الأوروغواي
- العلم البحري ل المملكة المتحدة
- العلم البحري ل الولايات المتحدة في عامي 1776 و1777
- العلم البحري ل  الولايات المتحدة من 2002 إلى 2019
- العلم البحري ل فنزويلا

### علم بحري به صليب

العلم البحري ل بلغاريا
العلم البحري ل إستونيا
العلم البحري ل جورجيا من 2004 إلى 2009
العلم البحري ل لاتفيا
العلم البحري ل روسيا